# Teresa Loring
María Teresa Loring Cortés (Málaga, c. 1918 - ibid., 28 de marzo de 2008) fue una enfermera española, subdelegada y la última secretaria nacional de la Sección Femenina, consejera nacional del Movimiento y procuradora en Cortes (como consejera nacional por la provincia de Málaga) durante la Dictadura de Francisco Franco. Era bisnieta de Jorge Loring y Oyarzábal, diputado, ingeniero de caminos y primer marqués de Casa Loring.
Afiliada a la Falange en 1935, trabajó como enfermera voluntaria del bando sublevado durante la Guerra Civil. La Sección Femenina le entregó la «Y» de Oro Individual en 1959.
El 18 de noviembre de 1976 fue uno de los trece procuradores que se abstuvieron en la trascendental votación de la Ley para la Reforma Política que dio paso a la redacción de la Constitución Española de 1978, manifestando así su oposición al cambio de régimen. Durante los últimos años de su vida, en Madrid y en su Málaga natal, siguió vinculada a movimientos de extrema derecha, creando las asociaciones Nueva Andadura —que pretendió durante unos años dar continuidad a la Sección Femenina— y Plataforma 2003, en memoria de José Antonio Primo de Rivera. 
Falleció en 2008, como resultado de una enfermedad degenerativa.